# Pseudomma nanum
Pseudomma nanum is een aasgarnalensoort uit de familie van de Mysidae. De wetenschappelijke naam van de soort is voor het eerst geldig gepubliceerd in 1906 door Holt & Tattersall.